# Pearcea
Pearcea é um género botânico pertencente à família Gesneriaceae, encontrado na América do Sul.

## Espécies
| - Pearcea abunda - Pearcea bella - Pearcea bilabiata - Pearcea cordata - Pearcea fuscicalyx - Pearcea glabrata - Pearcea gracilis - Pearcea grandifolia - Pearcea hispidissima | - Pearcea hypocyrtiflora - Pearcea intermedia - Pearcea purpurea - Pearcea reticulata - Pearcea rhodotricha - Pearcea schimpfii - Pearcea sprucei - Pearcea strigosa |

## Nome e referências
Pearcea Regel